# Interestatal 155 (Illinois)
La Interestatal 155 (abreviada I-155) es una autopista interestatal ubicada en el estado de Illinois. La autopista inicia en el sur desde la I 55     en Lincoln hacia el norte en la I 74     en Morton. La autopista tiene una longitud de 51,7 km (32.13 mi).

## Mantenimiento
Al igual que las carreteras estatales, las carreteras federales, la Interestatal 155 es administrada y mantenida por el Departamento de Transporte de Illinois por sus siglas en inglés IDOT.

## Cruces
La Interestatal 155 es atravesada principalmente por la  US 136     en Emden.